# Khalifa Jabbie
Khalifa Jabbie (Freetown, 20 gennaio 1993) è un calciatore sierraleonese, centrocampista dell'East Grinstead Town e della nazionale sierraleonese.

## Carriera

### Club
Jabbie iniziò la carriera professionistica con la maglia del Kallon. Si trasferì in prestito per tutto il campionato 2011 al Fredrikstad. Debuttò nell'Eliteserien il 21 marzo 2011, giocando titolare nel successo per due a uno sullo Aalesund.
L'11 dicembre 2013 si trasferì ufficialmente al Balıkesirspor, firmando un contratto valido a partire dal 1º gennaio 2014. A novembre 2019 è passato al Cheshunt.

## Palmarès

### Club

#### Competizioni nazionali
- Campionato moldavo: 2

Sheriff Tiraspol: 2015-2016, 2016-2017
- Supercoppa di Moldavia: 2

Sheriff Tiraspol: 2015, 2016
- Coppa di Moldavia: 1

Sheriff Tiraspol: 2016-2017